# Ja, vi elsker dette landet
Ja, vi elsker dette landet este imnul Norvegiei. În traducere înseamnă Da, iubim această țară.
Textul a fost scris de către Bjørnstjerne Bjørnson într-o daneză modificată, care se va numi ulterior riksmål (limba statală), iar melodia a fost compusă de către vărul său, Rikard Nordraak. Prima variantă a textului a fost publicată în ziarul Aftenbladet pe 1 octombrie 1859, iar versiunea finală a fost gata în 1869. Melodia a fost probabil compusă în 1863-1864. Pe 17 mai 1864, melodia a fost cântată în public pentru prima dată de către 24 de bărbați la Eidsvoll în legătură cu comemorarea a 50 de ani de la proclamarea Constituției norvegiene, și seara în aceeași zi la Christiania. Imnul a înlocuit cântecul Sønner av Norge (Fii Norvegiei), dar nu a primit niciodată statut oficial.
De obicei se cântă doar primele două strofe.

## Textul
| 1. | Ja, vi elsker dette landet, som det stiger frem, furet, værbitt over vannet, med de tusen hjem. Elsker, elsker det og tenker på vår far og mor og den saganatt som senker drømme på vår jord. Og den saganatt som senker, senker drømme på vår jord. |
| 2. | Dette landet Harald berget med sin kjemperad, dette landet Håkon verget medens Øyvind kvad; Olav på det landet malte korset med sitt blod, fra dets høye Sverre talte Roma midt imot.                                                                |
| 3. | Bønder sine økser brynte hvor en hær dro frem, Tordenskiold langs kysten lynte, så den lystes hjem. Kvinner selv stod opp og strede som de vare menn; andre kunne bare grede, men det kom igjen!                                                     |
| 4. | Visstnok var vi ikke mange, men vi strakk dog til, da vi prøvdes noen gange, og det stod på spill; ti vi heller landet brente enn det kom til fall; husker bare hva som hendte ned på Fredrikshald!                                                  |
| 5. | Hårde tider har vi døyet, ble til sist forstøtt; men i verste nød blåøyet frihet ble oss født. Det gav faderkraft å bære hungersnød og krig, det gav døden selv sin ære – og det gav forlik.                                                         |
| 6. | Fienden sitt våpen kastet, opp visiret for, vi med undren mot ham hastet, ti han var vår bror. Drevne frem på stand av skammen gikk vi søderpå; nu vi står tre brødre sammen, og skal sådan stå!                                                     |
| 7. | Norske mann i hus og hytte, takk din store Gud! Landet ville han beskytte, skjønt det mørkt så ut. Alt hva fedrene har kjempet, mødrene har grett, har den Herre stille lempet så vi vant vår rett.                                                  |
| 8. | Ja, vi elsker dette landet, som det stiger frem, furet, værbitt over vannet, med de tusen hjem. Og som fedres kamp har hevet det av nød til seir, også vi, når det blir krevet, for dets fred slår leir.                                             |